# Assembleia Constitucional da Estónia
A Assembleia Constitucional da Estónia (em estoniano:  Põhiseaduse Assamblee) foi o órgão representativo cujo objectivo foi criar uma nova Constituição da República da Estónia. A assembleia foi composta no dia 20 de agosto de 1991 pelos membros do Comité da Estónia e do Conselho Supremo da República da Estónia. A assembleia operou até 10 de abril de 1992.

## Membros
Os membros eram os seguintes:
- Ülle Aaskivi
- Jüri Adams
- Viktor Andrejev
- Tõnu Anton
- Rein Arjukese
- Hillar Eller
- Sirje Endre
- Ants Erm
- Ignar Fjuk
- Illar Hallaste
- Liia Hänni
- Pavel Jermoškin
- Rein Järlik
- Kalle Jürgenson
- Ain Kaalep
- Kaido Kama
- Peet Kask
- Tunne Kelam
- Kalju Koha
- Valeri Kois
- Toomas Kork
- Viktor Korrovits
- Tiit Käbin
- Mart Laar
- Marju Lauristin
- Vladimir Lebedev
- Lennart Meri
- Linnart Mäll
- Viktor Niitsoo
- Sergei Petinov
- Eve Pärnaste
- Ivar Raig
- Hain Rebas
- Jüri Reinson
- Vardo Rumessen
- Hando Runnel
- Rein Ruutsoo
- Jüri Rätsep
- Arnold Rüütel
- Vello Saatpalu
- Vello Salum
- Ülo Seppa
- Arvo Sirendi
- Sergei Sovetnikov
- Lehte Sööt (Hainsalu)
- Nikolai Zahharov
- Rein Taagepera
- Juhan Kristjan Talve
- Ülo Uluots
- Lauri Vahtre